# William Edwards Deming
William Edwards Deming (14 de octubre de 1900-20 de diciembre de 1993) fue un estadístico estadounidense, profesor universitario, autor de textos, consultor y difusor del concepto de calidad total. Su nombre está asociado al desarrollo y crecimiento de Japón después de la Segunda Guerra Mundial. Su obra principal es Out of the Crisis (1986).
Además de la contribución reconocida a la calidad general, Deming formuló catorce puntos de gestión, un conjunto de principios diseñados para transformar la cultura de la organización y mejorar continuamente los procesos. También desarrolló el ciclo PHVA, que es el valor básico de la mejora continua. [1]
Su enfoque no solo transformó la industria japonesa, sino que también influyó en la gestión empresarial profunda en todo el mundo. Aunque inicialmente fue más apreciado en Japón que en su país, su idea con el tiempo ha ganado reconocimiento global, considerado uno de los padres de la gestión de calidad moderna.
Las ideas de Deming se recogen en los Catorce Puntos y Siete Enfermedades Mortales de la Gerencia, en los cuales afirma que todo proceso es variable y cuanto menor sea la variabilidad del mismo, mayor será la calidad del producto resultante. En cada proceso pueden generarse dos tipos de variaciones o desviaciones con relación al objetivo marcado inicialmente: variaciones comunes y variaciones especiales. Solo efectuando esta distinción es posible alcanzar la calidad. Las variaciones comunes están permanentemente presentes en cualquier proceso como consecuencia de su diseño y de sus condiciones de funcionamiento, generando un patrón homogéneo de variabilidad que puede predecirse y, por tanto, controlarse. Las variaciones asignables o especiales tienen, por su parte, un carácter esporádico y puntual provocando anomalías y defectos en la fabricación perfectamente definidos, en cuanto se conoce la causa que origina ese tipo de defecto y por tanto se puede eliminar el mismo corrigiendo la causa que lo genera. El objetivo principal del control estadístico de procesos es detectar las causas asignables de variabilidad de manera que la única fuente de variabilidad del proceso sea debido a causas comunes o no asignables, es decir, puramente aleatorias.

## Biografía
Nació en Sioux City, Iowa, y su familia se mudó a Powell, Wyoming cuando tuvo siete años. Deming se fue de Powell con 17 años hacia Laramie, a la Universidad de Wyoming, donde terminó la carrera en 1921 con un B.Sc. en ingeniería eléctrica, en 1925 obtuvo la maestría en Física y Matemática por la Universidad de Colorado y en 1928 obtuvo el doctorado por la Universidad de Yale en Física donde fue profesor.
Posteriormente trabajó para el Departamento de Agricultura en Washington D. C. y como consejero estadístico para la Oficina del Censo de los Estados Unidos, durante este periodo Deming descubrió el trabajo sobre control estadístico de los procesos creado por Walter A. Shewhart que trabajaba en los Laboratorios Telefónicos Bell (Bell Labs) de la telefónica AT&T, que fueron la base de sus ideas, ideas que pasaron desapercibidas en Estados Unidos.
En EE. UU. se le encomendó la tarea de mejorar la calidad de las fábricas de armamento durante la Segunda Guerra Mundial. En aquellos momentos la mano de obra de la que se disponía era exclusivamente mujeres, pues los hombres se había alistado, la mayoría de las cuales nunca había trabajado. Deming consiguió que el armamento y material bélico fuera de la mejor calidad posible en aquella época, muy por encima de la de los alemanes.
En Japón estaban prestando mucha atención a las técnicas de Shewhart, cosa que no se hacía en Estados Unidos y como la parte de los esfuerzos de reconstrucción de Japón buscaron a un experto para enseñar el control estadístico.  
En 1950 la Unión Japonesa de Científicos e Ingenieros (JUSE) invitó a Deming a Tokio a impartir charlas sobre control estadístico de procesos (un hombre que conocía Japón). Entre junio y agosto de 1950 Deming forma a cientos de ingenieros, directivos y estudiantes en el control estadístico de los procesos (SPC) y los conceptos de calidad. Sus conferencias fueron copiadas, editadas e impresas en japonés, se vendieron miles de copias. Los japoneses pretendieron pagarle los derechos de autor, sin embargo Deming rechazó la oferta proponiéndoles emplear el dinero en crear un premio para las empresas que demostraran un comportamiento ejemplar en la mejora de calidad. Las compañías japonesas añadieron fondos y hoy el Premio Deming se considera como el número uno entre los premios de calidad. Por dicha causa los japoneses llaman a Deming "El padre de la tercera revolución industrial". Dicho renombre es justo ya que les demostró que cuando la calidad se persigue sin descanso, se optimizan los recursos, se bajan los costos y se conquista el mercado yendo en contra de las teorías económicas clásicas según las cuales las políticas económicas adoptadas por Japón eran un error.
Deming recibió muchos otros premios, incluyendo la Medalla Shewhart de la Sociedad Americana para el Control de Calidad en 1956, y el premio Samuel S. Wilks de la Asociación Americana de Estadística en 1983. La sección Metropolitana de la Asociación Americana de Estadística estableció en 1980 el premio anual Deming para la mejora de la calidad y la productividad.
W. Edwards Deming fue elegido en 1983 miembro de la Academia Nacional de Ingeniería, y recibió doctorados honoris causa en Derecho y en Ciencias por la Universidad de Wyoming, Rivier College, Universidad Estatal de Ohio, Universidad de Maryland, el Clarkson College de Tecnología y la Universidad George Washington.
La mayor contribución de Deming a los procesos de calidad en Japón es el control estadístico de proceso, que es un lenguaje matemático con el cual los administradores y operadores pueden entender "lo que las máquinas dicen". Las variaciones del proceso afectan el cumplimiento de la calidad prometida. Con la aplicación de este proceso observaron que los resultados fueron alentadores, indicando que efectivamente la productividad progresa al reducir la variación, donde Deming lo llama "Ciclo Shewhart"
A partir de estos resultados, la siguiente reacción en cadena quedó grabada en Japón como un estilo de vida y llegó a estar en todas las pizarras de todas las reuniones con los directivos japoneses desde 1950 en adelante:
- La mejora de la calidad llevaba a una reducción de los costes debido a que hay menos reprocesos, errores y retrasos; se usa mejor el tiempo-máquina y los materiales. Esto lleva a una mejora de la productividad a través de la conquista del mercado con una mejor calidad y un precio menor lo que permite mantener el negocio y la creación de más trabajo.

Una vez adoptada esta reacción en cadena, todos los directivos de Japón tenían un objetivo común: la calidad. Al no existir presión para conseguir dividendos, la búsqueda de la calidad se convirtió en un estrecho enlace entre la dirección y los operarios.
Deming presentó el ciclo PHVA, planear, hacer, verificar, actuar en los años 50 en Japón, aunque señaló que el creador de este concepto fue W. A. Shewhart, quien lo hizo público en 1939, por lo que también se le denomina “Ciclo de Shewhart” o “Ciclo de Deming” indistintamente. En Japón el ciclo PDCA ha sido utilizado desde su inicio como una metodología de mejora continua y se aplica a todo tipo de situaciones. Posteriormente, los estadounidenses, ante el empuje de la industria japonesa, recuperan estos conceptos que les habían pasado desapercibidos en la figura del propio Deming y su más aventajado condiscípulo.
Las principales aportaciones de Deming: 
1. Cambio de enfoque: Deming propuso un cambio de mentalidad en la forma de gestionar la calidad. En lugar de centrarse únicamente en la inspección del producto final, promovió la idea de que la calidad debe ser planeada y construida en cada etapa del proceso.
2.  Los 14 principios de la calidad están relacionados directamente con W. Edwards Deming quien fue licenciado en ingeniería, especialista en la aplicación de las técnicas de muestreo estadístico

## Los 14 principios de Deming
Los 14 principios de Deming fueron la base para la modificación de la industria americana. La adopción y actuación sobre los 14 puntos es una señal de que la dirección tiene la intención de permanecer en el negocio y apunta a proteger a los inversores y los puestos de trabajo. Sirven en cualquier parte, tanto en las pequeñas compañías como en las más grandes, en las empresas de servicios y en las dedicadas a la fabricación.
Los principios se presentaron por primera vez en su libro Out of the Crisis (Salir de la Crisis).
1. Crear constancia en la mejora de productos y servicios, con el objetivo de ser competitivo y mantenerse en el negocio, además proporcionar puestos de trabajo.
2. Adoptar una nueva filosofía de cooperación en la cual todos se benefician, y ponerla en práctica enseñándola a los empleados, clientes y proveedores.
3. Desistir de la dependencia en la inspección en masa para lograr calidad. En lugar de esto, mejorar el proceso e incluir calidad en el producto desde el comienzo.
4. Terminar con la práctica de comprar a los más bajos precios. En lugar de esto, minimizar el costo total en el largo plazo. Buscar tener un solo proveedor para cada ítem, basándose en una relación de largo plazo de lealtad y confianza.
5. Mejorar constantemente y por siempre los sistemas de producción, servicio y planificación de cualquier actividad. Esto va a mejorar la calidad y la productividad, bajando los costos constantemente.
6. Establecer entrenamiento dentro del trabajo (capacitación).
7. Establecer líderes, reconociendo sus diferentes habilidades, capacidades y aspiraciones. El objetivo del supervisor debería ser ayudar a la gente, máquinas y dispositivos a realizar su trabajo.
8. Eliminar el miedo y construir confianza, de esta manera todos podrán trabajar más eficientemente.
9. Borrar las barreras entre los departamentos. Abolir la competición y construir un sistema de cooperación basado en el mutuo beneficio que abarque toda la organización.
10. Eliminar eslóganes, exhortaciones y metas pidiendo cero defectos o nuevos niveles de productividad. Estas exhortaciones solo crean relaciones de rivalidad, la principal causa de la baja calidad y la baja productividad reside en el sistema y este va más allá del poder de la fuerza de trabajo.
11. Eliminar cuotas numéricas y la gestión por objetivos.
12. Remover barreras para apreciar la mano de obra y los elementos que privan a la gente de la alegría en su trabajo. Esto incluye eliminar las evaluaciones anuales o el sistema de méritos que da rangos a la gente y crean competición y conflictos.
13. Instituir un programa vigoroso de educación y automejora.
14. Poner a todos en la compañía a trabajar para llevar a cabo la transformación. La transformación es trabajo de todos.

## Las 7 enfermedades mortales de la gerencia
Los 14 puntos de Deming suponen una transformación en las organizaciones, sin embargo, junto con esta transformación aparecen las llamadas 7 enfermedades mortales de la gerencia que se oponen al cambio.
Existen enfermedades y obstáculos, la diferencia entre ambos se debe a la dificultad de erradicación, y la gravedad del daño infligido. 
1. Falta de constancia en los propósitos. Las empresas se suelen centrar en los dividendos trimestrales en lugar de la mejora continua de los procesos, productos y servicios.
2. Énfasis en las ganancias a corto plazo y los dividendos inmediatos. Cuando se centran en los beneficios a corto plazo se lleva al fracaso de la constancia en el logro del propósito y crecimiento a largo plazo y corto plazo.
3. Evaluación por rendimiento, clasificación de méritos o revisión anual de resultados. La evaluación del comportamiento a través de la calificación por méritos está centrada en el producto final y no sobre el liderazgo para ayudar a la gente. Se destruye el trabajo en equipo y aumenta la rivalidad.
4. Movilidad de los ejecutivos. El cambio de la dirección hacia otras compañías hace que los directivos no se comprometan con la calidad y productividad. Esta movilidad lleva a crear una mala supervisión y gestión.
5. Gerencia de la compañía basándose solamente en las cifras visibles. Compañías que se centran únicamente en las cifras o datos numéricos, dejando de lado otros aspectos importantes a tener en cuenta.
6. Costos médicos excesivos. Costes adicionales que ha de enfrentar las compañías por aspectos relacionados con la salud y atención, como los días de baja. El incremento de enfermedades y accidentes pueden desembocar en mayores gastos para las organizaciones.
7. Costo excesivo de garantías. Costes excesivos de responsabilidad, hinchados por los abogados que trabajan por minuta.

Además de estas enfermedades, encontramos una «categoría menor» de obstáculos que incluye:
1. Descuidar la planificación a largo plazo. Buscar resultados inmediatos, es decir, considerar que la mejora de la calidad y la productividad se logra instantáneamente por medio de un acto de fe.
2. Confiar solamente en la tecnología para resolver problemas. La suposición de que resolviendo los problemas, la automatización y nueva maquinaria, transformará la industria.
3. Buscar ejemplos que seguir en lugar de desarrollar soluciones. La mejora de la calidad se puede trasladar a diferentes problemas y circunstancias, sin embargo, ningún ejemplo con buenos o malos resultados en relación con la calidad y productividad podrá asegurar el éxito en su compañía.
4. Excusas tal como «nuestros problemas son diferentes». La dirección de la empresa se excusa indicando que sus propios problemas son diferentes a los de otras compañías.
5. Una escuela obsoleta que creía que la habilidad de gestión se puede enseñar en la clase.[7] Considerar que los estudiantes que recién salen de escuelas empresariales están preparados para ocupar puestos de responsabilidad, que pueden ser ya gestores de una organización.
6. Confianza en el departamento de control de calidad en lugar de en los gestores, supervisores, gerentes de compras y trabajadores. Considerar que el departamento de control de calidad es quien debe hacerse cargo de todos los problemas de la calidad sin tener en cuenta la importancia que supone la participación de los directores, supervisores, jefes de compra y trabajadores.
7. Culpar a los trabajadores que solamente son responsables del 15 % de los errores, mientras el sistema deseado por los gerentes es responsable del 85 % de las consecuencias indeseadas. Creer que no existirían problemas en la producción si los trabajadores únicamente se centraran en hacer su trabajo de la manera en que se les especificó que debían hacerla.
8. Confiar en la inspección de calidad en lugar de mejorar la calidad del producto. Centrarse únicamente en la mejora de los procesos e inspección de la calidad en lugar de mejorar también constantemente el diseño y calidad de los productos.

El premio Deming es el más prestigioso premio que una empresa japonesa puede obtener. Se entrega, una vez al año, a la empresa que haya realizado el mayor avance en calidad, sobre la base de estándares tan exigentes que sobrepasan ampliamente el ISO 9000 o cualquier otro estándar en este.

## Algunas publicaciones
- Deming, W. Edwards (1964) [1943]. Statistical Adjustment of Data. Dover. ISBN 0-486-64685-8. LCCN 64024416.

- Deming, W. Edwards (1966) [1950]. Some Theory of Sampling. Dover. ISBN 0-486-64684-X. LCCN 66030538.

- Deming, W. Edwards (1986). Out of the Crisis. MIT Press. ISBN 0-911379-01-0. OCLC 13126265.

- Deming, W. Edwards (1982). Calidad, Productividad y Competitividad. La salida de la crisis. Díaz de Santos, S.A. ISBN 84-87189-22-9.